# Nereiphylla hera
Nereiphylla hera är en ringmaskart som beskrevs av Kato och Shunsuke F. Mawatari 1999. Nereiphylla hera ingår i släktet Nereiphylla och familjen Phyllodocidae. Inga underarter finns listade i Catalogue of Life.